# Квін-Сіті (Техас)
Квін-Сіті (англ. Queen City) — місто (англ. city) в США, в окрузі Кесс штату Техас. Населення — 1397 осіб (2020).

## Географія
Квін-Сіті розташований за координатами 33°9′1″ пн. ш. 94°9′12″ зх. д. / 33.15028° пн. ш. 94.15333° зх. д. (33.150196, -94.153230).  За даними Бюро перепису населення США в 2010 році місто мало площу 9,23 км², з яких 9,18 км² — суходіл та 0,05 км² — водойми.

## Демографія
Згідно з переписом 2010 року, у місті мешкало 1476 осіб у 617 домогосподарствах у складі 413 родин. Густота населення становила 160 осіб/км².  Було 763 помешкання (83/км²).
Расовий склад населення:
| - 78,7 % — білих - 18,2 % — чорних або афроамериканців - 0,2 % — корінних американців - 0,2 % — азіатів |

До двох чи більше рас належало 1,8 %. Частка іспаномовних становила 2,0 % від усіх жителів.
За віковим діапазоном населення розподілялося таким чином: 25,0 % — особи молодші 18 років, 57,6 % — особи у віці 18—64 років, 17,4 % — особи у віці 65 років та старші. Медіана віку мешканця становила 38,0 року. На 100 осіб жіночої статі у місті припадало 85,2 чоловіків;  на 100 жінок у віці від 18 років та старших — 77,4 чоловіків також старших 18 років.
Середній дохід на одне домашнє господарство  становив 42 392 долари США (медіана — 35 387), а середній дохід на одну сім'ю — 49 426 доларів (медіана — 42 679). Медіана доходів становила 37 212 долари для чоловіків та 23 333 долари для жінок. За межею бідності перебувало 24,6 % осіб, у тому числі 36,3 % дітей у віці до 18 років та 12,3 % осіб у віці 65 років та старших.
Цивільне працевлаштоване населення становило 704 особи. Основні галузі зайнятості: роздрібна торгівля — 22,6 %, освіта, охорона здоров'я та соціальна допомога — 20,3 %, виробництво — 11,5 %, транспорт — 6,7 %.